# ノー・リプライ
「ノー・リプライ」（No Reply）は、ビートルズの楽曲である。イギリスでは1964年に発売された4作目のイギリス盤公式オリジナル・アルバム『ビートルズ・フォー・セール』、アメリカでは同年に発売されたキャピトル編集盤『Beatles '65』に収録された。レノン＝マッカートニー名義となっているが、主にジョン・レノンによって書かれた楽曲。トミー・クイックリーに提供したが、クイックリーによる演奏バージョンが発売されなかったことから、アメリカツアーからの帰国後にレコーディングが行われた。本作は、レノンの書く歌詞が従来の作品よりも成熟したことを示す楽曲の1つともされている。
イギリスやアメリカではシングル・カットされなかったが、日本ではB面に「エイト・デイズ・ア・ウィーク」を収録したシングル盤としてリカットされ、ミュージック・マンスリー洋楽チャートで最高位6位を記録した。

## 背景
レノンは、1964年5月に妻であるシンシア・レノン、バンドメイトであるジョージ・ハリスンと後に妻となるパティ・ボイドと過ごしたタヒチでの休暇中に「ノー・リプライ」を書き始めた。ロンドンに戻った後、ポール・マッカートニーの助けを借りて曲を完成させた。6月3日、ビートルズはアルバム『ハード・デイズ・ナイト』のためのレコーディングが完了した後、EMIレコーディング・スタジオでデモ音源を録音した。デモ録音について、音楽評論家のジョン・C・ウィンは、「レノンとマッカートニーが冗談を言いながら歌っていて、演奏は愉快なものだった」と説明している。リンゴ・スターは扁桃炎により入院していたため不参加で、直後のツアーのために練習に参加した代役のドラマーも帰っていたにもかかわらず、ドラムの音が確認できる。ウィンは、デモ音源の編成について「レノンがギター、スターに代わりマッカートニーがドラム、ハリスンがベースを演奏した」と推測している。
その後、デモ音源はビートルズのマネージャーであるブライアン・エプスタインが弟と経営しているNEMSエンタープライズと契約を結んだトミー・クイックリーに渡された。しかし、クイックリーがレコーディングを行なわなかったため、9月下旬までに新しいアルバムのための楽曲を作る必要があったレノンとマッカートニーは、自分たちの曲として同月末にレコーディングを行なった。なお、本作は「アイ・フィール・ファイン」ができるまでは、「ア・ハード・デイズ・ナイト」に続くシングル曲の候補とされていた。
1995年に発売された『ザ・ビートルズ・アンソロジー1』に、6月3日に録音されたデモ音源と9月30日に録音されたテイク2に収録されている。

## 曲の構成

### 歌詞
「ノー・リプライ」は、浮気をしているらしい彼女が家にいることがわかっているにもかかわらず、彼女に電話をしても出てくれないという男性の心情を歌っている。1980年の『プレイボーイ』誌のインタビューで、レノンは「『シルエッツ』の僕バージョンというところかな。（歌いだす）"Silhouettes, silhouettes, silhouettes..."。通りを歩いていると窓に彼女のシルエットが見える、だけど電話には出ない…そんなイメージがあった」と語っている。
1972年のインタビューで、レノンは「この曲を出した後に、ディック・ジェイムスが僕のもとをたずねてきて、『いいね。ちゃんとした物語になってる』と言った。どうやらそれまで彼は僕の歌は支離滅裂だと思っていたらしい」と語っている。

### 様式
本作のキーはCメジャーに設定されていて、2回のヴァースのあとにブリッジに入り、再びヴァースに戻るという構成になっている。ビートルズがレコーディングに使用した主な楽器は、レノンとハリスンのアコースティック・ギター（ギブソン・J-160E）、マッカートニーのベース、スターのドラム。そこにメンバー4人によるハンドクラップのほか、プロデュースのジョージ・マーティンによるピアノとハリスンのエレクトリック・ギターがオーバー・ダビングされている。ヴァースのリズムは部分的にボサノヴァ調になっていて、ブリッジやミドル16で標準的なロック調に戻る。
当初はレノンがハーモニーの高音部を歌う予定だったが、喉を酷使したことにより高音が出なかったため、高音部はマッカートニーが歌うことになり、レノンは低音部を担当することとなった。

## 評価
音楽評論家のイアン・マクドナルドは、著書『Revolution in the Head』の中で本作について「ダブルトラックのボーカルは、驚くべきパワーを生み出した」「魅力的なダウンビートのオープニング・トラック」と評している。
2006年に『モジョ』誌が発表した「The 101 Greatest Beatles Songs」では第63位にランクインし、バーズの創設メンバーであるクリス・ヒルマンは、歌詞のイメージやレノンとハリスンが演奏するリズムを称賛したうえで、「ロックの青写真ではないけど、僕らにマンドリンとバンジョーを置いて、再びロックに注意を向けさせるようにここに連れて来てくれた曲」と評している。

## クレジット
※出典
- ジョン・レノン - ダブルトラックのリード・ボーカル、アコースティック・ギター、ハンドクラップ（英語版）
- ポール・マッカートニー - ハーモニー・ボーカル、ベース、ハンドクラップ
- ジョージ・ハリスン - アコースティック・ギター、エレクトリック・ギター[18]、ハンドクラップ
- リンゴ・スター - ドラム、ハンドクラップ
- ジョージ・マーティン - プロデュース、ピアノ
- ノーマン・スミス - エンジニア

## チャート成績
| チャート (1965年)         | 最高位 |
| ------------------------- | ------ |
| オランダ (Single Top 100) | 6      |

| チャート (1965年)                           | 最高位 |
| ------------------------------------------- | ------ |
| 日本 (ミュージック・マンスリー洋楽チャート) | 6      |

## カバー・バージョン
- ペテル・リパ（英語版） - 2003年に発売されたアルバム『Beatles in Blue(s)』に収録[29]。
- 竹内まりや - 2019年に発売されたアルバム『Turntable』のDISC3に収録[30]。